# Aeroport Internacional de Bugesera
L'Aeroport Internacional de Bugesera (codi IATA: -, codi OACI: -) és un aeroport en construcció a Ruanda.

## Localització
L'aeroport de Bugesera es troba al sud-est de Ruanda, al districte de Bugesera, vora la ciutat de Rilima. Aquesta localització es troba aproxidamament a 25 kilòmetres per aire i a uns 49 kilòmetres per carretera de l'Aeroport Internacional de Kigali. Les coordinades aproximades de l'Aeroport Internacional de Bugesera són: 02°08'09.0"S, 30°11'00.0"E (Latitud:-2.135833; Longitud:30.183333). L'Aeroport Internacional de Bugesera està situat a una altitud de 1400 metres sobre el nivell del mar.

## Informació general
L'Aeroport Internacional de Bugesera es convertirà en l'aeroport internacional més gran de Ruanda, que servirà vols comercials destinats a la major àrea metropolitana de Kigali. Quan estigui acabat, es convertirà en el tercer aeroport internacional de Ruanda i en el vuitè aeroport de tot el país. Es complementarà amb l'Aeroport Internacional de Kigali, que ara funciona amb la màxima capacitat.
L'aeroport inicialment tindrà una única pista pavimentada. Durant la segona fase de construcció s'afegirà una segona pista d'aterratge. El cost estimat de la Fase I és de 418 milions de dòlars EUA, mentre que la fase II es pressuposta per un cost de 382 milions de dòlars EUA, un total de 800 milions de dòlars. Es preveu que la Fase I es completarà el 2018. L'empresa d'enginyeria britànica TPS Consult Plc. Arxivat 2018-02-19 a Wayback Machine. fou encarregada de dur a terme un estudi de viabilitat i dissenyar el nou aeroport. Segons l'informe de TPS, el nou aeroport podria manejar un milió de passatgers i 150 milions de tones de càrrega anuals durant la seva primera fase. Es faran fases posteriors amb majors capacitats de passatgers i càrrega. El novembre de 2010, els informes de premsa indicaven que el govern de Ruanda havia pagat la companyia de comptabilitat internacional Pricewaterhousecoopers per proporcionar assessorament financer i dirigir la recerca del finançament del projecte. El govern vol desenvolupar l'aeroport de Bugesera com un projecte de Public-Private Partnership (PPP).

## Construcció
Al setembre de 2016, el govern de Ruanda va signar un acord vinculant amb Mota-Engil de Portugal per a finançar, construir i operar el nou aeroport durant 25 anys sota concessió del govern, contracte renovable per un període addicional de 15 anys. Mota-Engil va acordar proporcionar els 418 milions de dòlars per finançar la primera fase de la construcció. S'espera que les operacions comercials comencin el 2018.
L'agost de 2017, la construcció va començar. El cost previst és ara de 828 milions de dòlars EUA. Mota-Engil, a través de la seva filial Mota-Engil Africa, és el principal contractista i proporciona el 75 per cent del finançament. La companyia ruandesa anomenada Aviation Travel and Logistics (ATL), està proporcionant el 25 per cent restant del finançament. ATL també oferirà serveis de terra a l'aeroport. La finalització de la primera fase s'espera el 2019.